# Boofzheim
Boofzheim je občina v departmaju Bas-Rhin francoske regije Alzacija.
Leta 2009 je v občini živelo 1.222 oseb oz. 102 osebi/km².